# Cofre con escenas de romances (Walters 71264)

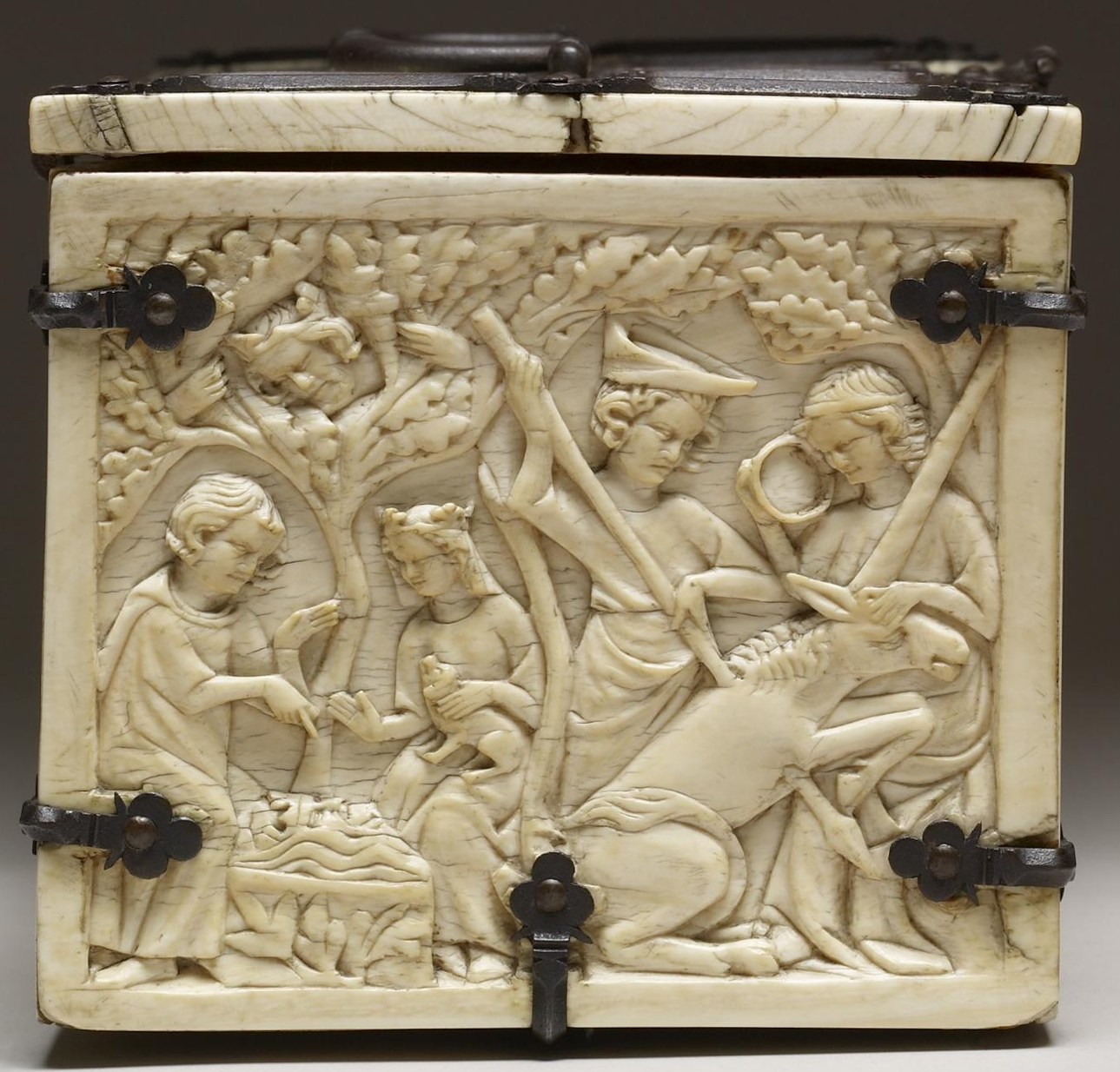
Extremo, con Tristán e Isolda hablando, vigilados por el rey Marc en un árbol y caza del unicornio.

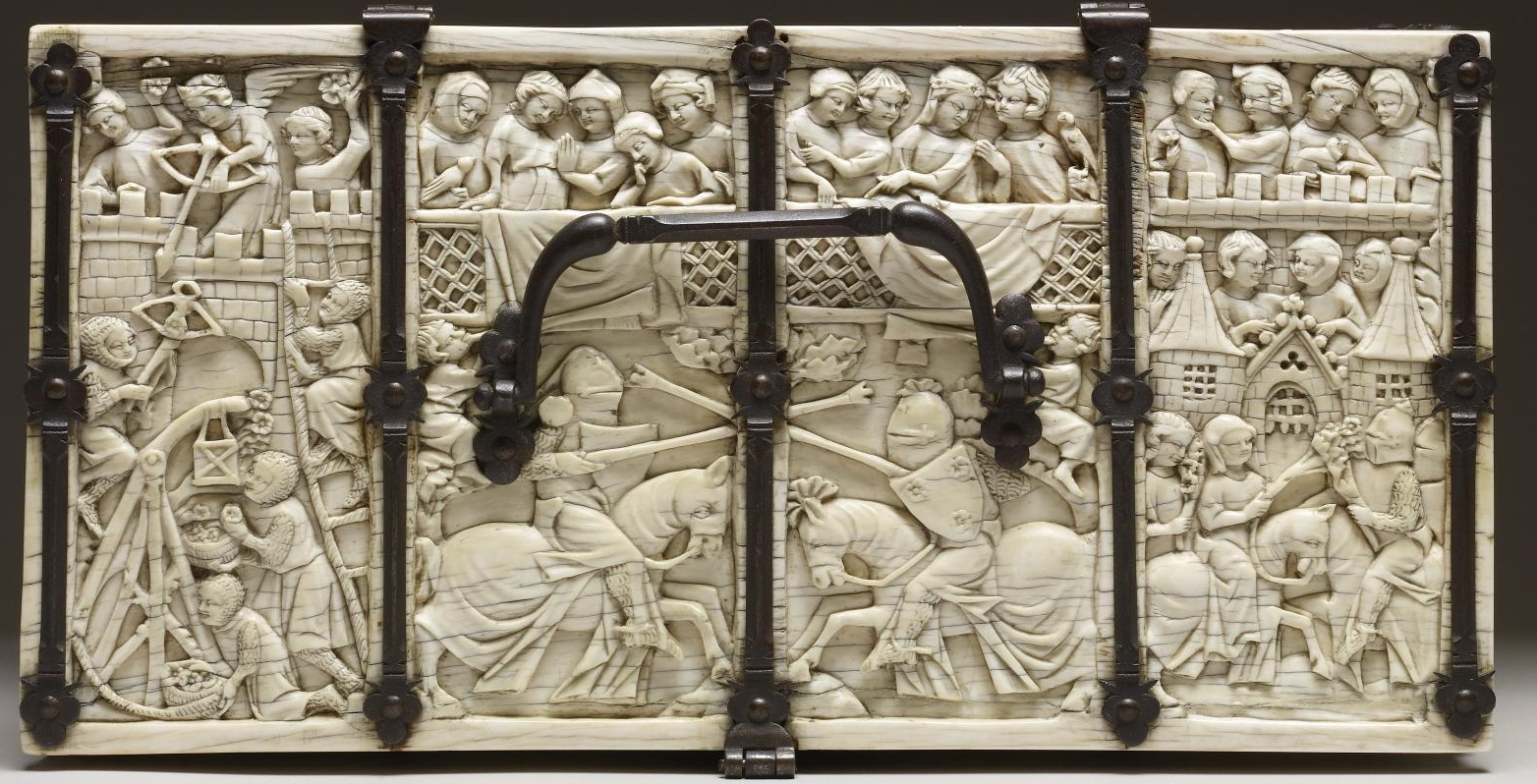
Tapa, con el Asedio al Castillo del Amor a la izquierda, y justas en el centro.

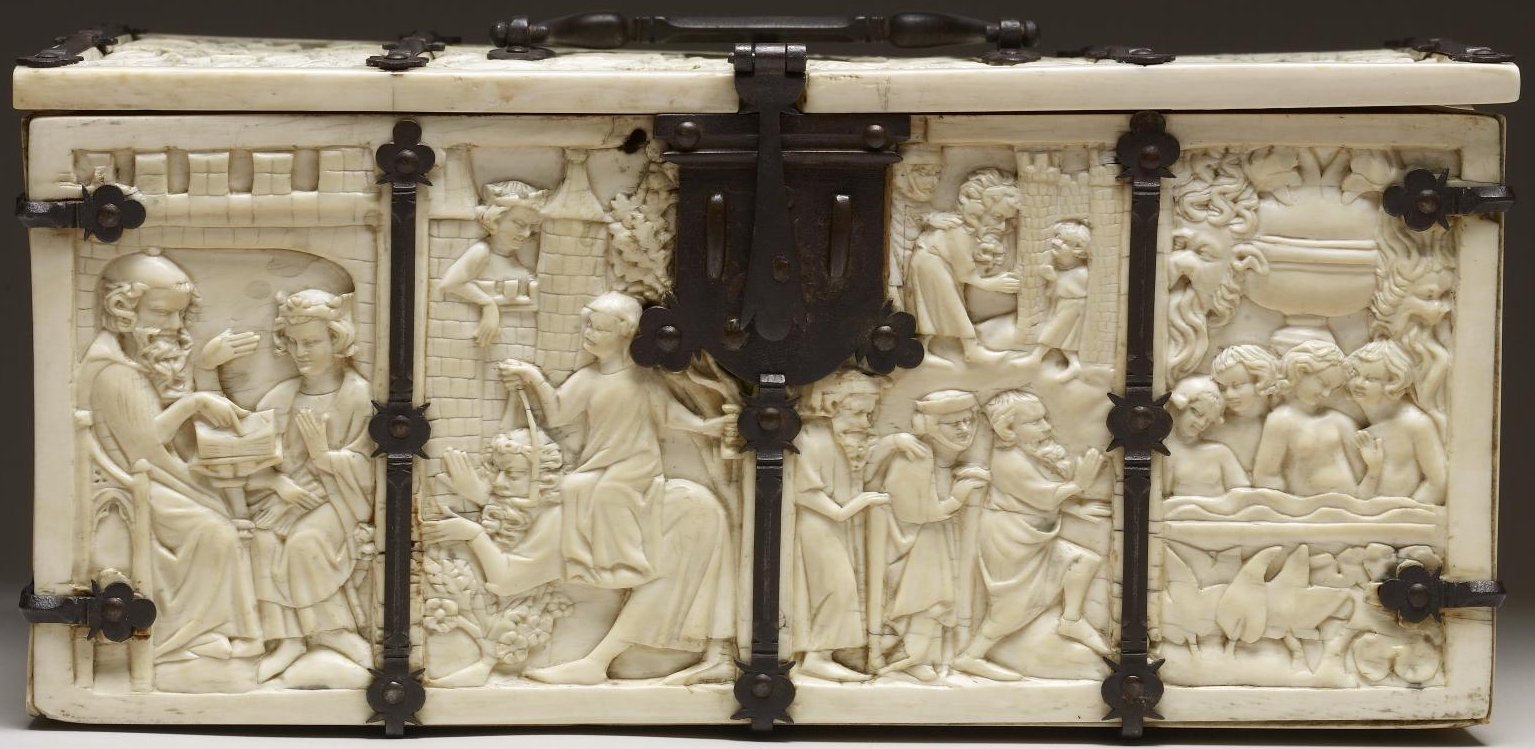
Anverso que incluye, desde la izquierda: Aristóteles enseñando a Alejandro Magno, Filis montando a Aristóteles, observada por Alejandro desde una ventana, y a la derecha, ancianos que llegan a la Fuente de la juventud y jóvenes desnudos en ella.

El objeto llamado por el museo Cofre con escenas de romances (catalogado como Walters 71264) es un cofre de marfil gótico francés hecho en París entre 1330 y 1350, y ahora en el Walters Art Museum de Baltimore, Maryland. El cofre tiene unas dimensiones de 11,8 cm de altura × 25,2 cm de ancho × 12,9 cm de profundidad.
La pieza es uno de los relativamente pocos cofres góticos de marfil que sobreviven, decorados con temas procedentes de la literatura cortesana, llamados cofres compuestos por esa razón. Hay al menos ocho ejemplos sobrevivientes conocidos (y numerosos fragmentos), de los cuales dos más también se discuten en este artículo: en primer lugar, un cofre en el Museo Británico con un conjunto de escenas casi idéntico, y otro en el Museo de Cluny en París, que comparte muchas escenas, pero diverge en otras.
En este período, París era el principal centro europeo de talla de marfil, produciendo una gran cantidad de objetos religiosos y profanos, incluidos pequeños dípticos con escenas religiosas que utilizaban la misma técnica de relieve; estos y objetos seculares más pequeños, como cajas de espejos, son más comunes que estos cofres, o estatuas religiosas más grandes como la Virgen y el Niño de la Santa Capilla de la década de 1260. Los cofres compuestos difieren ligeramente entre sí, pero son lo suficientemente similares como para sugerir que todos se originaron en un taller de París, o grupo de talleres, alrededor de 1330 a 1350.
Este cofre bien pudo haber sido un regalo de compromiso o de matrimonio, y probablemente estaba destinado a una dueña aristocrática, para guardar sus joyas y otros objetos de valor. Las escenas talladas posiblemente estuvieron pintadas originalmente; Como la pintura de los marfiles tendía a desprenderse en algunos lugares, los posteriores comerciantes y coleccionistas la quitaban con mucha frecuencia. El tamaño inusualmente grande de la pieza permite mostrar un amplio número del repertorio de escenas populares de diferentes fuentes literarias del arte gótico francés, que muestran una variedad de actitudes medievales hacia el amor y el papel de la mujer: "Temas como la lujuria y la castidad, locura y sabiduría se yuxtaponen en una serie de escenas inconexas". Susan L. Smith ha propuesto que los cofres compuestos expresan el poder del amor. El cofre Walters se registra por primera vez en Inglaterra en 1757 y fue comprado por Henry Walters en 1923. Las monturas de hierro no son las originales sino modernas, probablemente del siglo XIX.

## Iconografía
La tapa muestra escenas del Castillo del Amor y justas de caballeros y los laterales escenas de varios romances medievales franceses. Los temas de la tapa están relacionados con el Roman de la Rose del siglo XIII de Guillaume de Lorris y Jean de Meung. El Asedio al Castillo del Amor, o Asalto al Castillo del Amor, a la izquierda de la tapa, es una escena fantasiosa de romance cortesano, donde los caballeros atacan un castillo defendido por damas y un cupido, con ambos bandos arrojando rosas como proyectiles. Este tema no aparece, como a veces se afirma, en el Roman de la Rose, y aparece por primera vez en el arte no mucho antes de la fecha del cofre, como una de las pocas escenas seculares en el manuscrito iluminado conocido como Salterio de Peterborough de 1299-1328. Pero tal alegoría del cortejo amoroso ya había sido puesta en escena y representada por "muchos caballeros y doce de las damas más bellas y alegres de Padua" como parte de un festival en Treviso en 1214, un siglo antes. En el centro, los caballeros se enfrentan frente a las damas en su estrado.
La escena de la derecha muestra al vencedor, cuyo escudo lleva tres rosas, recibiendo como premio un ramo de rosas de una dama,  mientras las demás observan. Esta es la única escena de la tapa que difiere en los cofres del Museo Británico y de París, donde continúa el asedio del castillo en la sección más a la derecha. Una variación de este conjunto de escenas tiene ejemplos en el Museo de Arte de Cleveland, el Instituto de Artes de Detroit, el Castillo de Boulogne-sur-Mer, la Galería de Arte Walker y el Museo Metropolitano de Arte: en este último (17.190.173) hay un escena de fuga a la izquierda, luego las dos secciones centrales son el torneo, con el ataque al Castillo del Amor detrás de la fuga a la izquierda, y en la última sección a la derecha.
El frente o anverso del cofre muestra, desde la izquierda, a Aristóteles enseñando a Alejandro Magno, Filis montando a Aristóteles, observada por Alejandro desde una ventana, y a la derecha, ancianos llegando a la Fuente de la juventud y desnudos ya jóvenes en ella. Filis montando a Aristóteles es la "imagen por excelencia del topos del poder de la mujer", que comenzaba su larga carrera en el arte occidental en este momento. La Fuente de la Juventud es una escena recurrente, de origen oriental, que muestra a ancianos que son llevados a un manantial milagroso que inmediatamente los convierte de nuevo en hermosos jóvenes, una de las relativamente pocas escenas en el arte medieval donde las figuras aparecen completamente desnudas sin que se trate de Adán y Eva, los resucitados en el Juicio Final o los condenados en el infierno. Las tres escenas son iguales en el cofre del Museo Británico, y el Walters también tiene un lado de un cofre francés de fecha similar pero talla de menor calidad, mostrando las dos primeras de estas escenas, pero cambiando la última (Walters 71196, mostrado abajo). El Walters también conserva cajas para espejos con otros ejemplos del Asedio al Castillo del Amor y la Fuente de la Juventud .

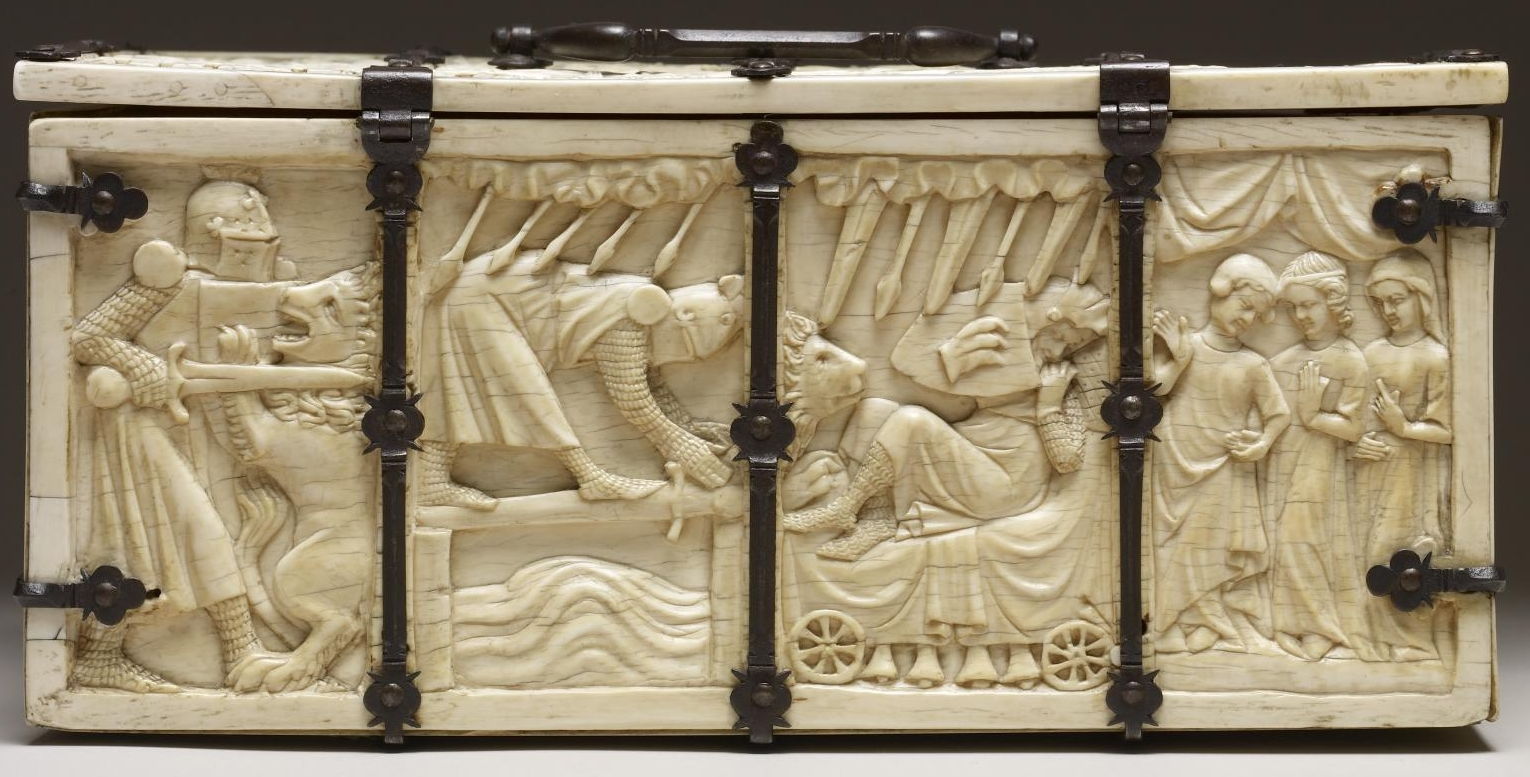
Walters, reverso, con escenas artúricas.

La parte trasera o reverso del cofre contiene escenas del romance artúrico descritas en la base de datos de marfiles góticos del Instituto Courtauld como: "Gawain con armadura luchando contra el león; Lancelot cruzando el puente de la espada, con lanzas cayendo del cielo; Gawain en la cama peligrosa; provista de ruedas y campanillas, con el león en los pies y su escudo adornado con una garra de león; mientras las lanzas caen del cielo; las tres doncellas en el Château Merveil". El puente de la espada aparece en Lancelot, el Caballero de la Carreta de Chrétien de Troyes, y la cama peligrosa en Perceval o el cuento del Grial. Tanto el cofre Walters como el del Museo Británico tienen aquí las mismas escenas y composiciones, que se apartan de las fuentes literarias al hacer que la lluvia de espadas caiga no solo sobre Gawain en la cama, sino también sobre Lancelot en el puente, lo que sugiere que el contacto del tallista o diseñador de la pieza con la literatura fue indirecto.

Los dos extremos muestran otras escenas artúricas: los amantes adúlteros Tristán e Isolda son espiados por el marido de Isolda, el rey Marc de Cornualles, escondido en un árbol; su rostro se puede ver reflejado en el estanque de abajo, que ellos ven, lo que les permite cambiar a una conversación inocente. Este extremo también tiene una escena con un unicornio herido, una doncella y un hombre que sostiene la lanza que ha atravesado al animal, en una escena de caza del unicornio, donde la doncella ha sido utilizada para atraer al unicornio a su muerte. El otro extremo tiene una escena con Galahad.

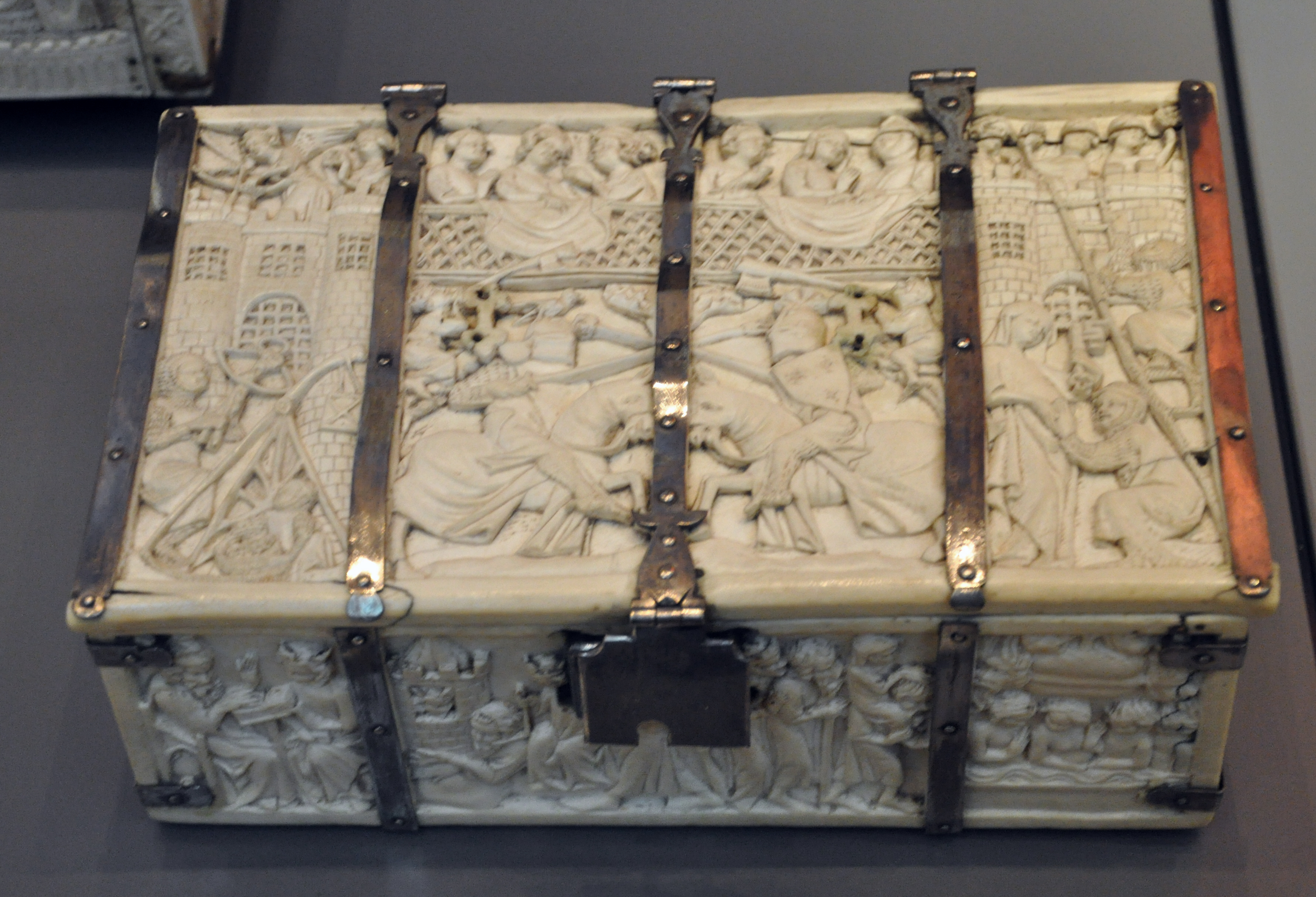
Vista del cofre del Museo Británico.
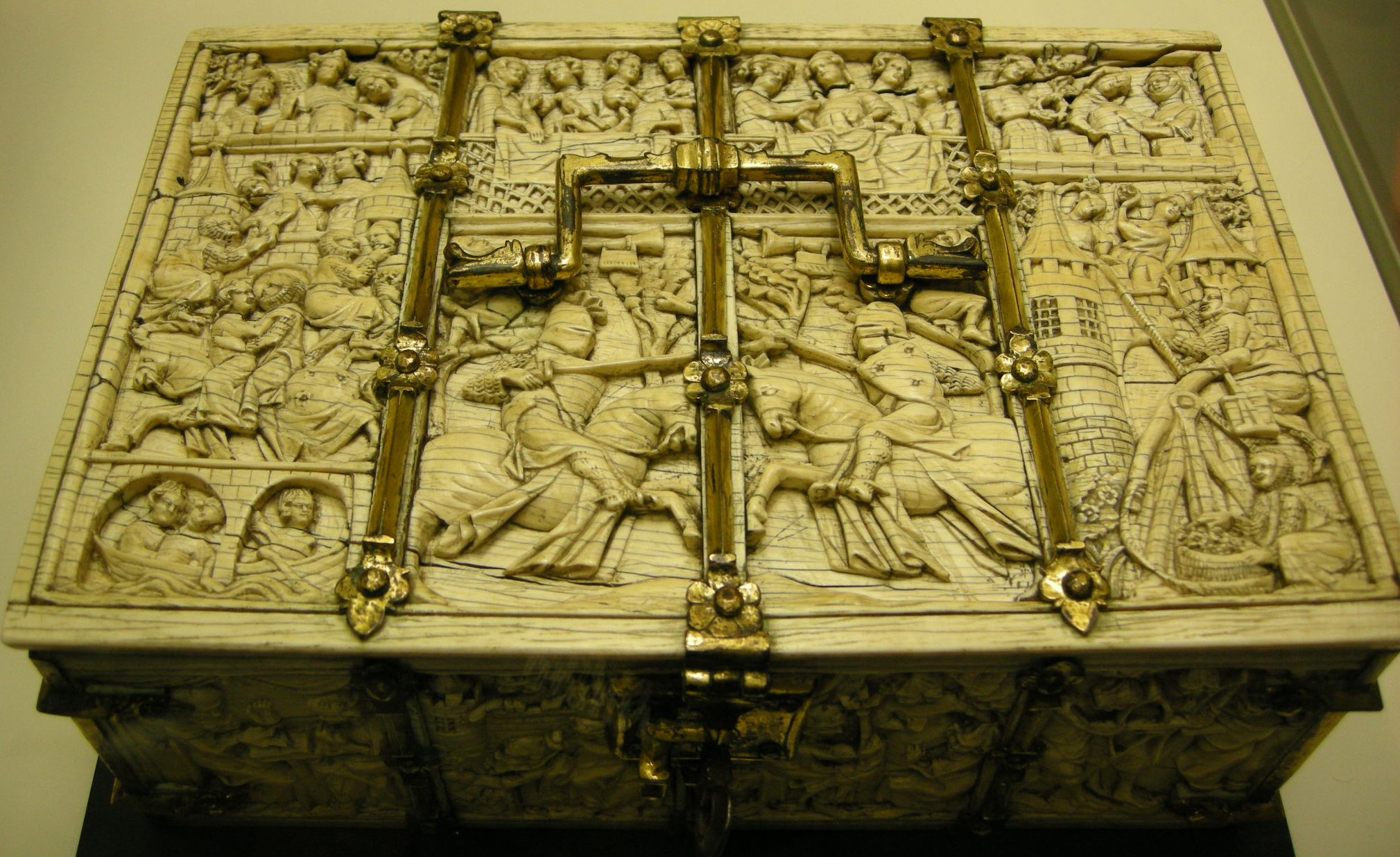
Tapa del cofre de París.
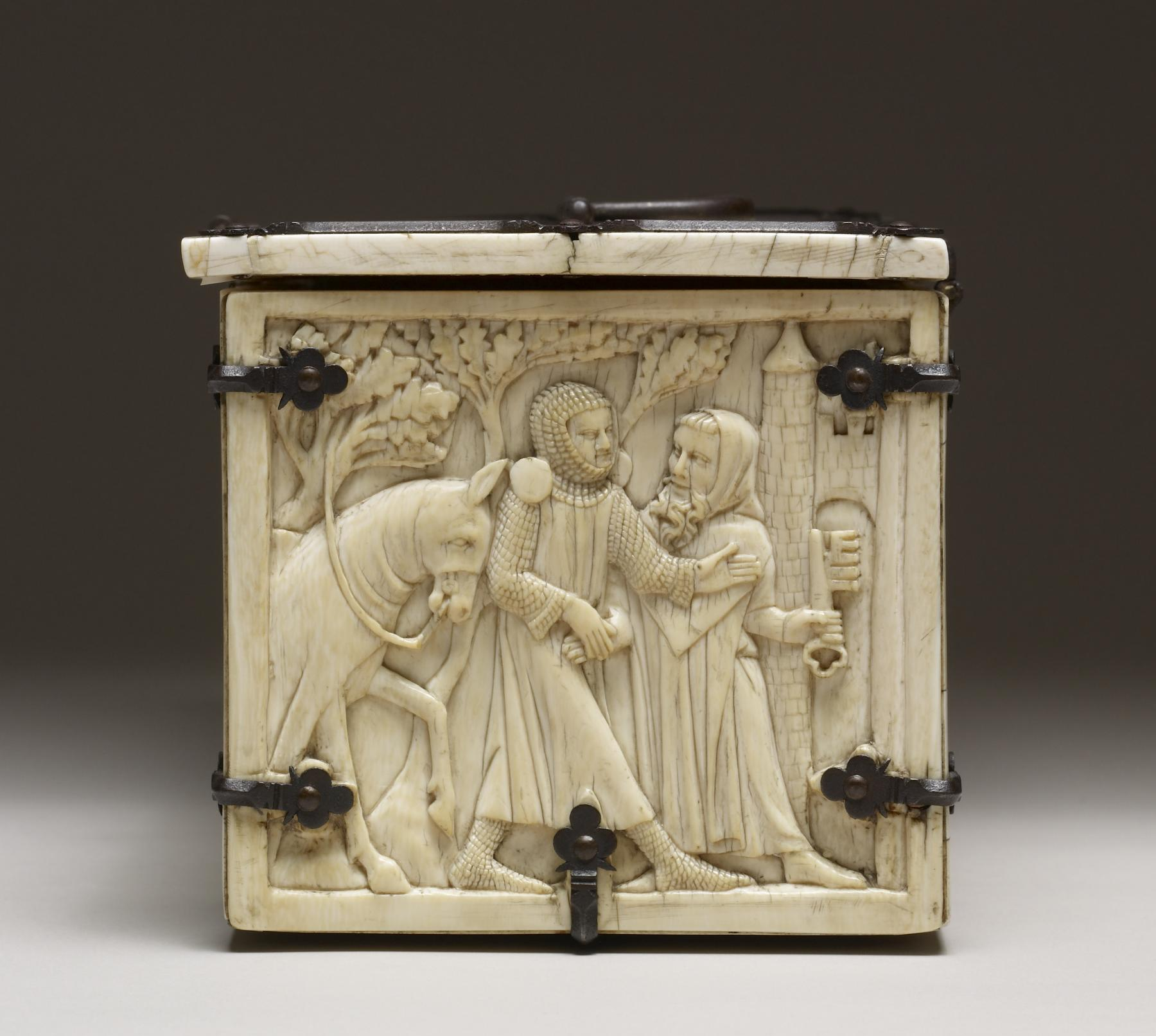
Walters, extremo, Galahad recibiendo las llaves del castillo de las doncellas.
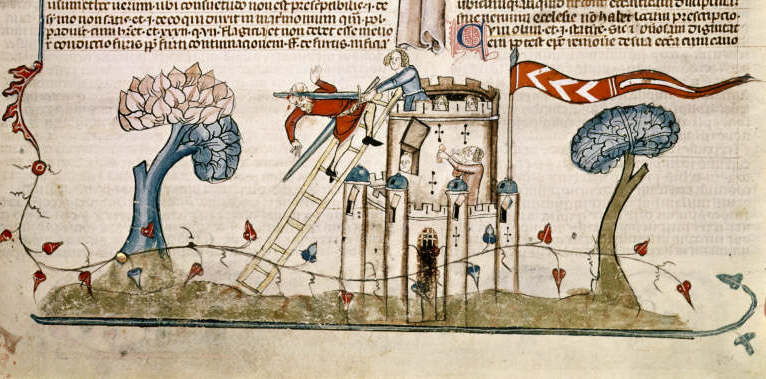
No todas las imágenes muestran a mujeres renunciando a su "castillo".
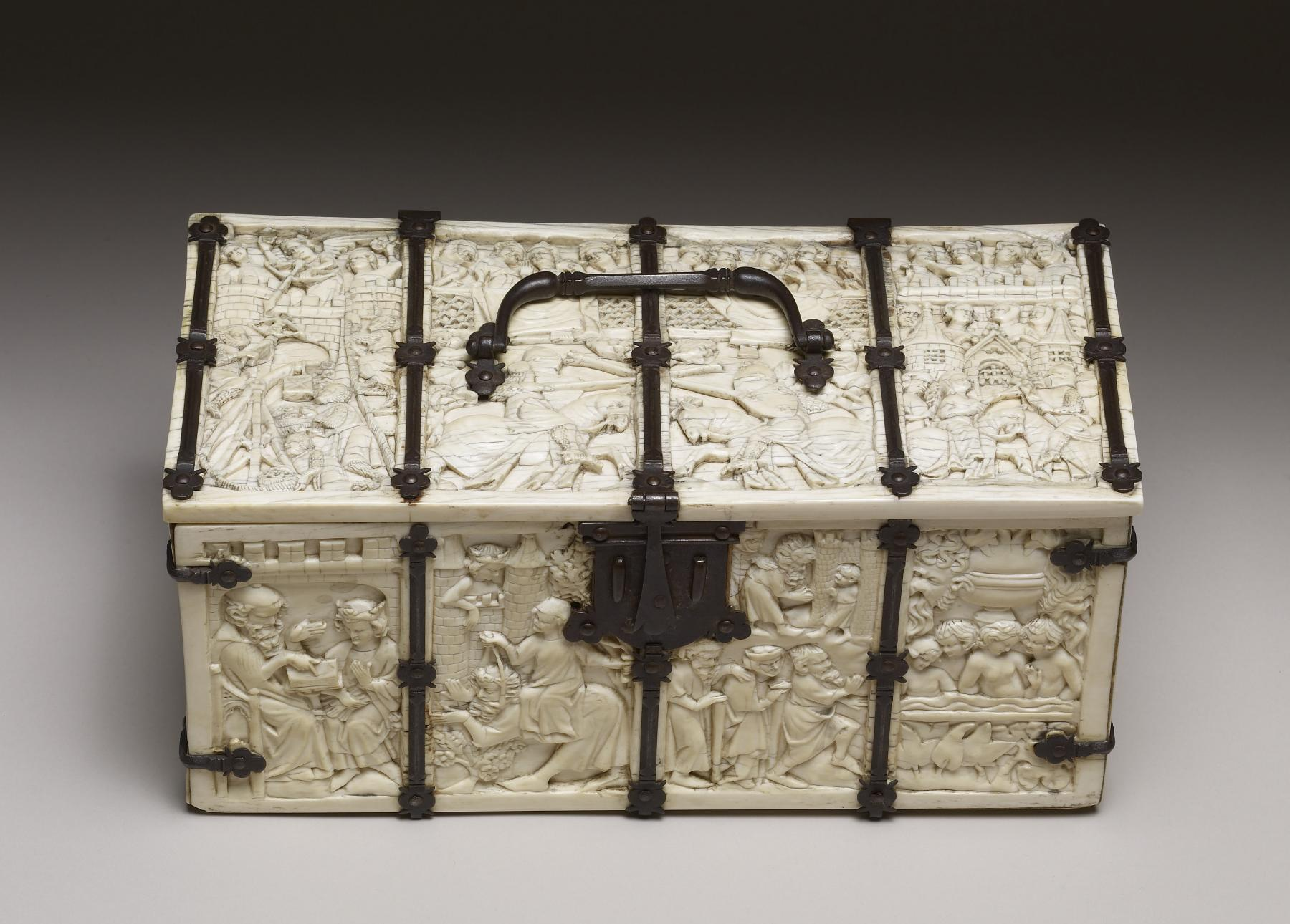
Walters, vista frontal.
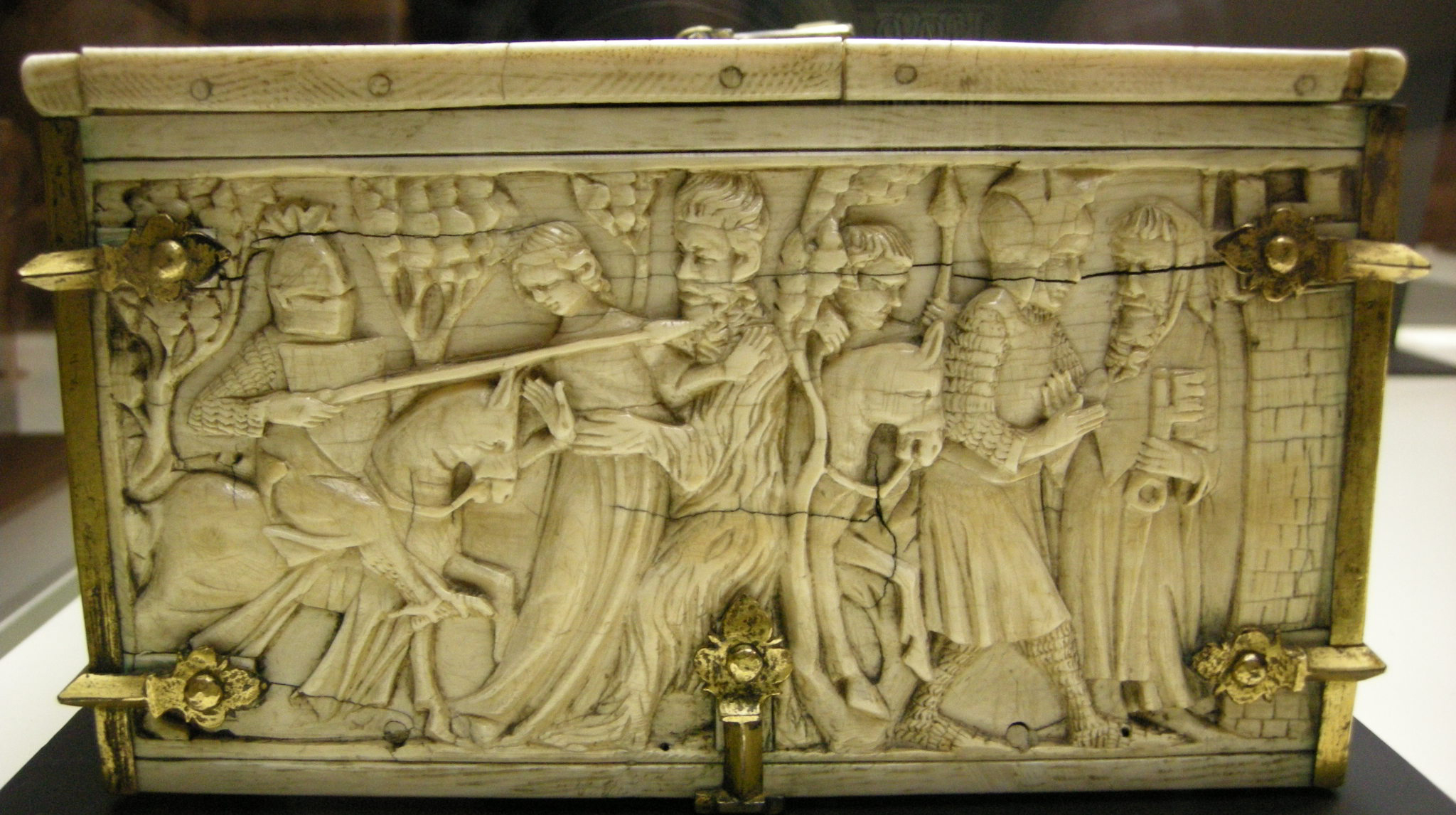
París: una escena diferente a la izquierda, con un caballero rescatando a una dama de un hombre salvaje, y la misma escena de Galahad en la puerta a la derecha.
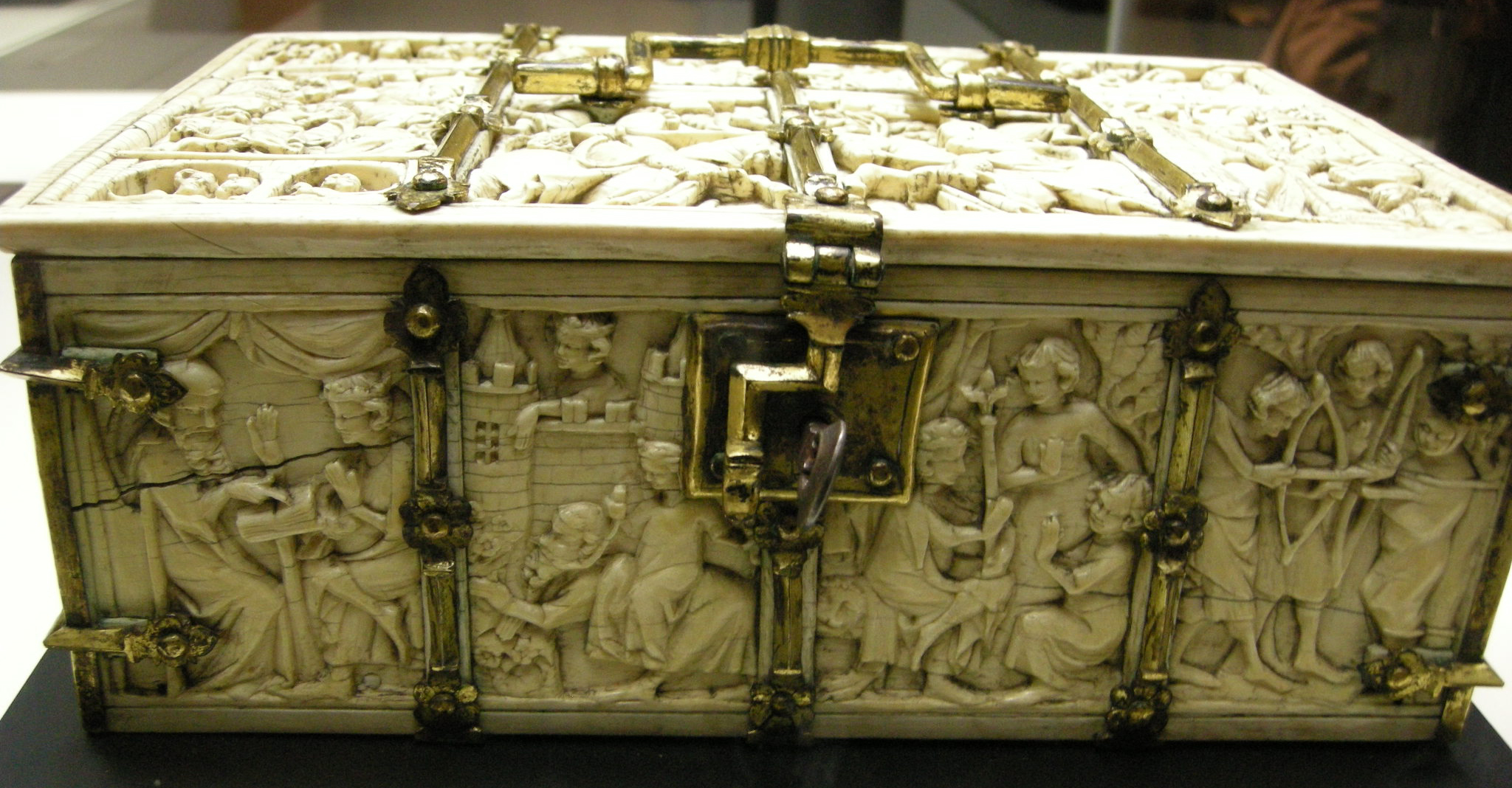
París: las mismas dos escenas de Aristóteles (izquierda) y dos diferentes a la derecha.
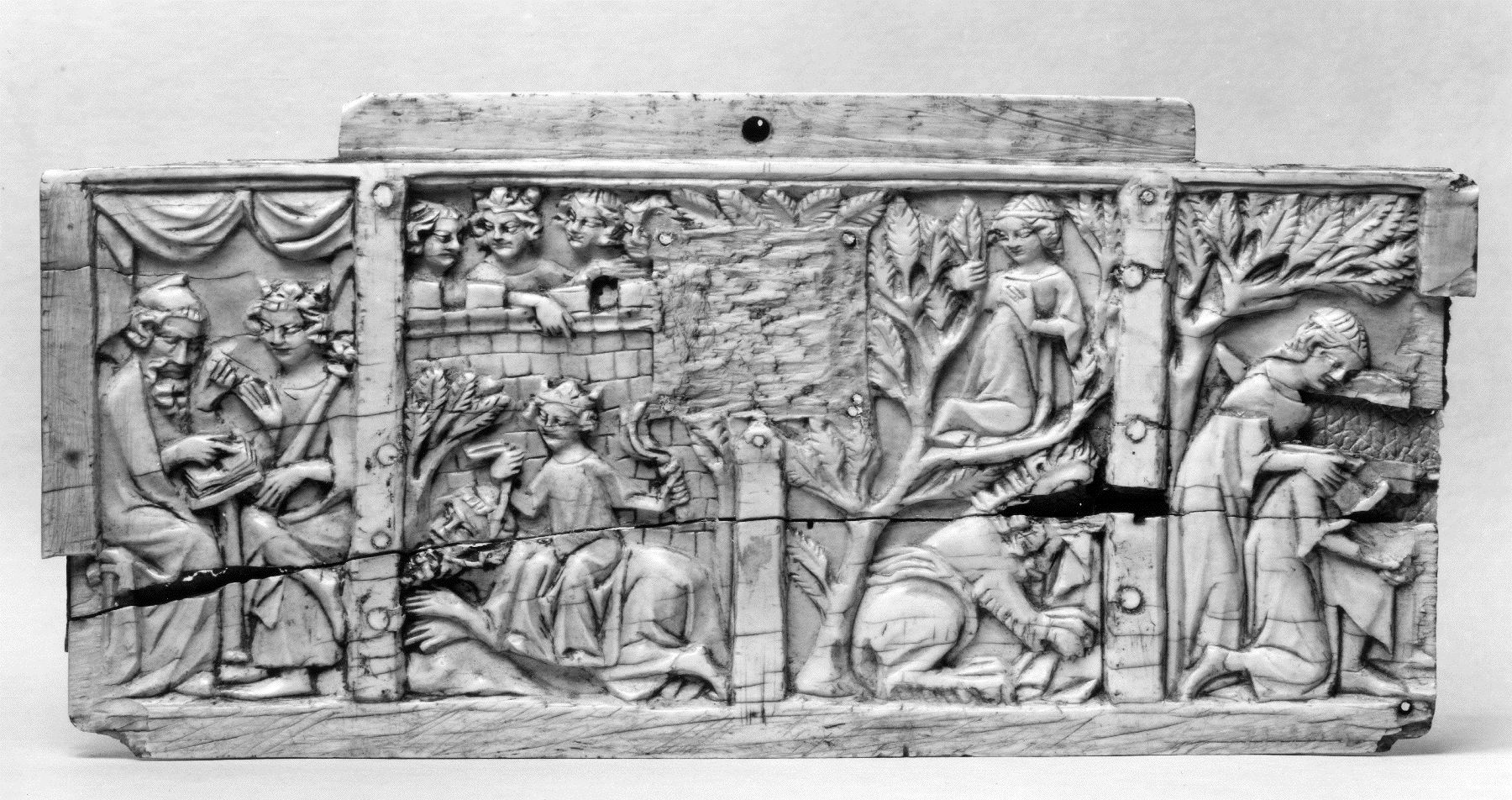
Walters 71196, un panel de caja francés diferente con dos escenas iguales.
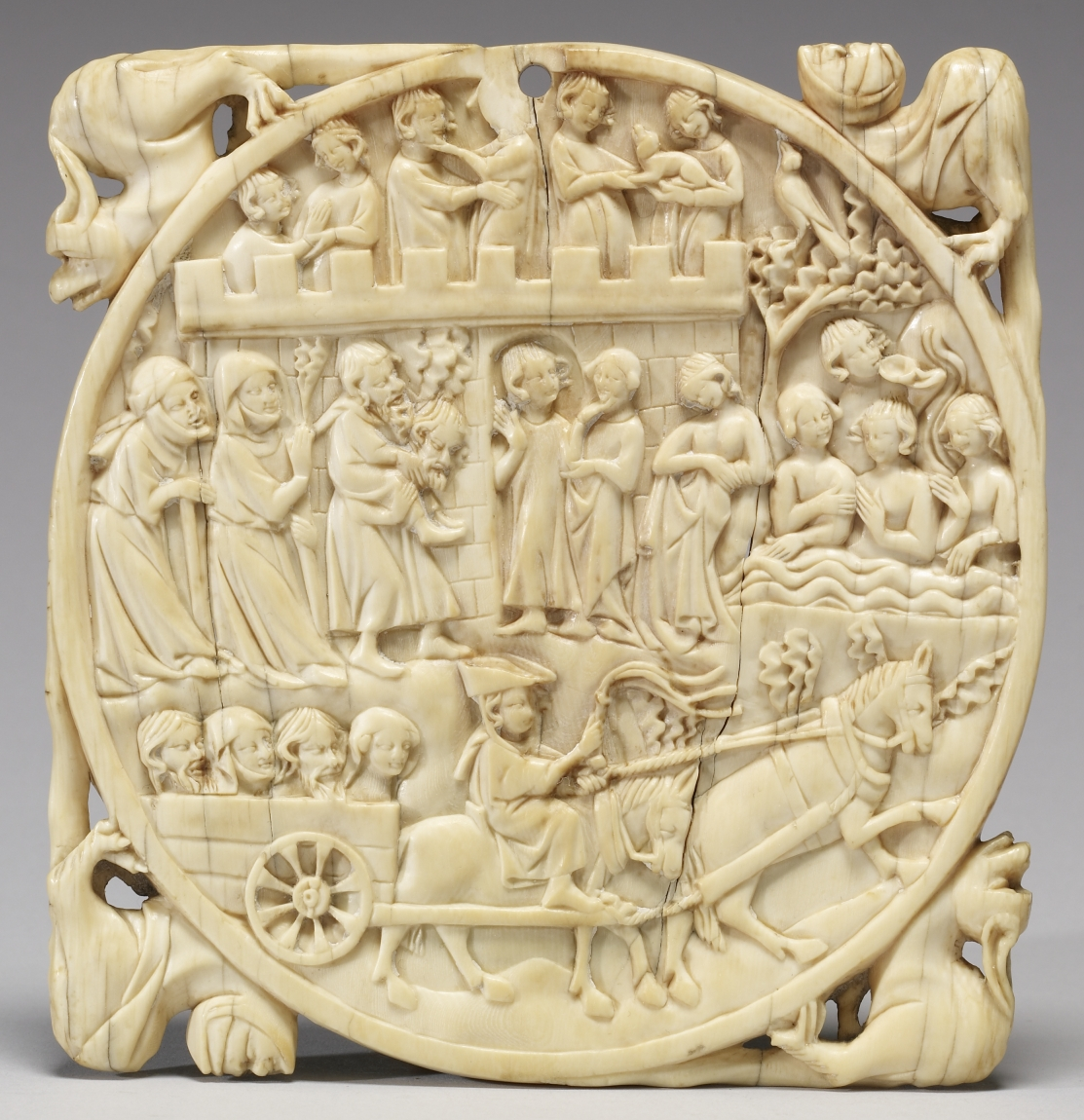
Walters 71170, una caja de espejo de marfil más común con una Fuente de la Juventud.
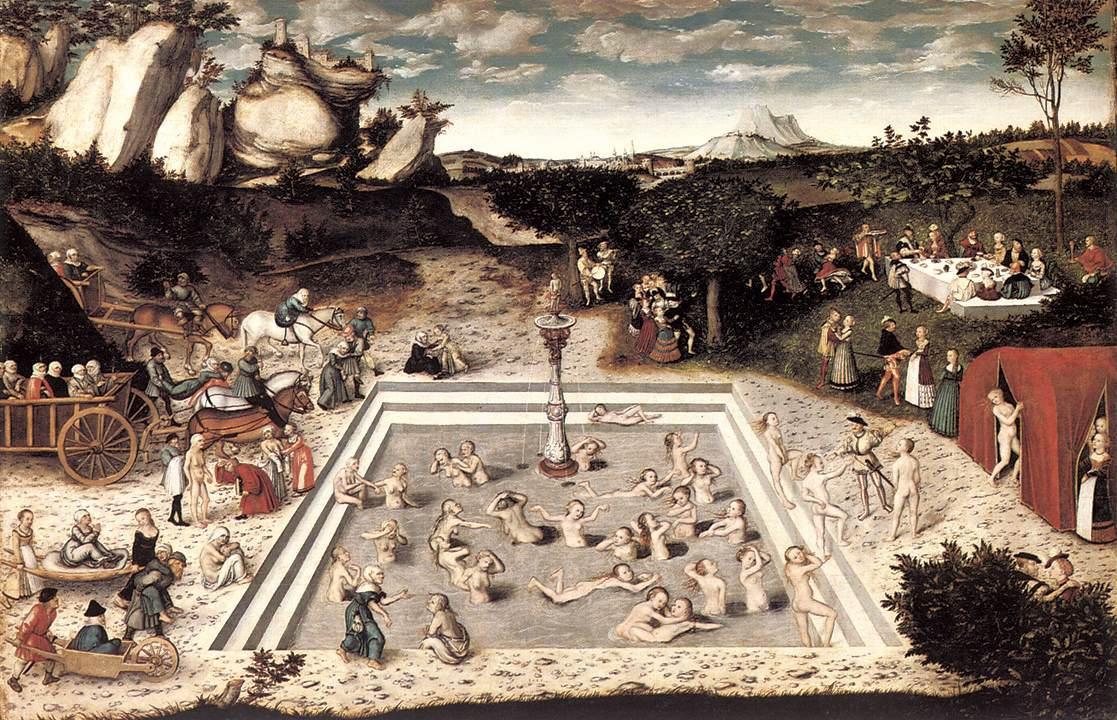
Fuente de la Juventud de Lucas Cranach el Viejo, 1546.
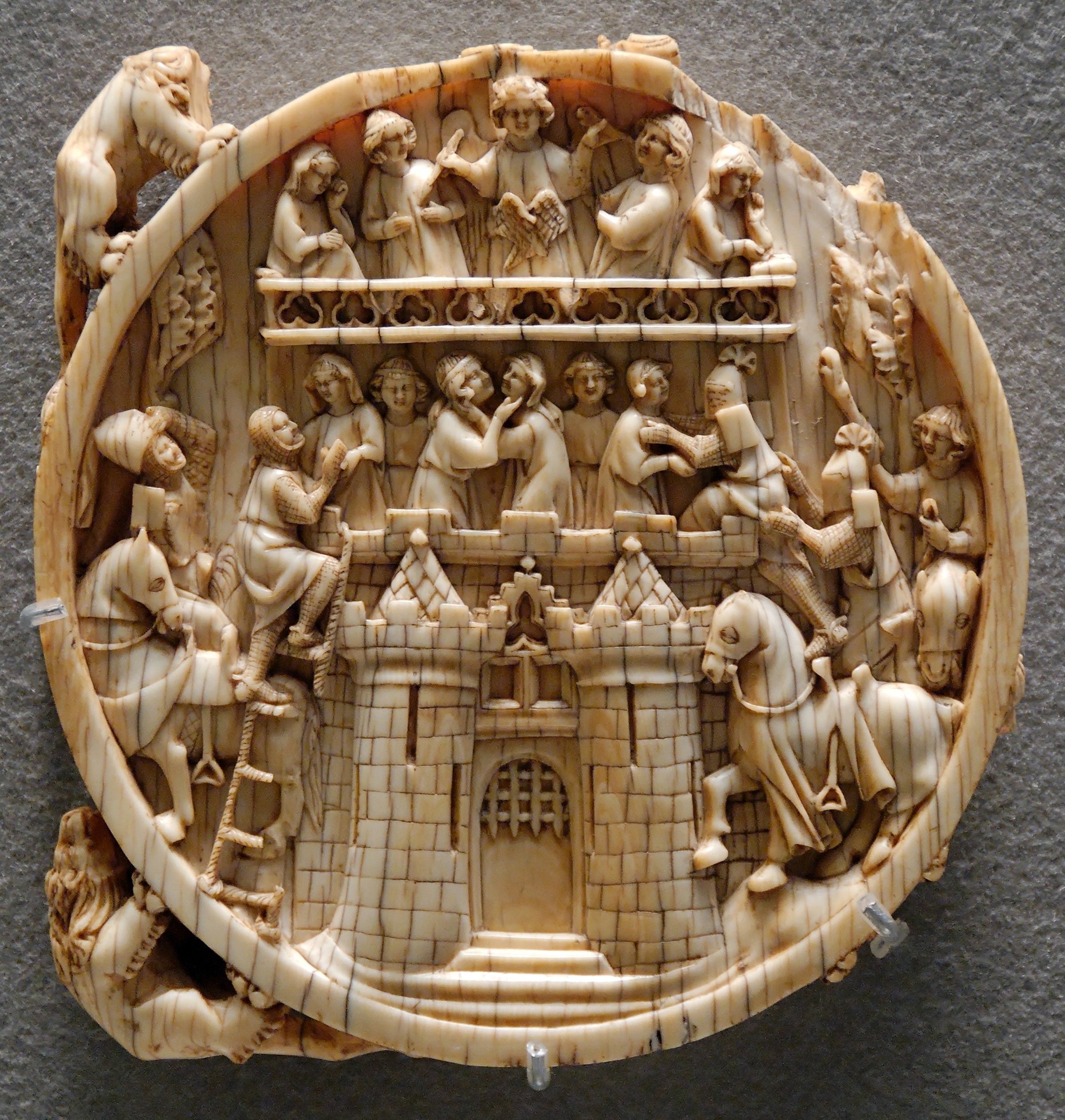
Asedio del Castillo del Amor en una caja de espejo en el Louvre, 1350-1370; las damas están perdiendo.
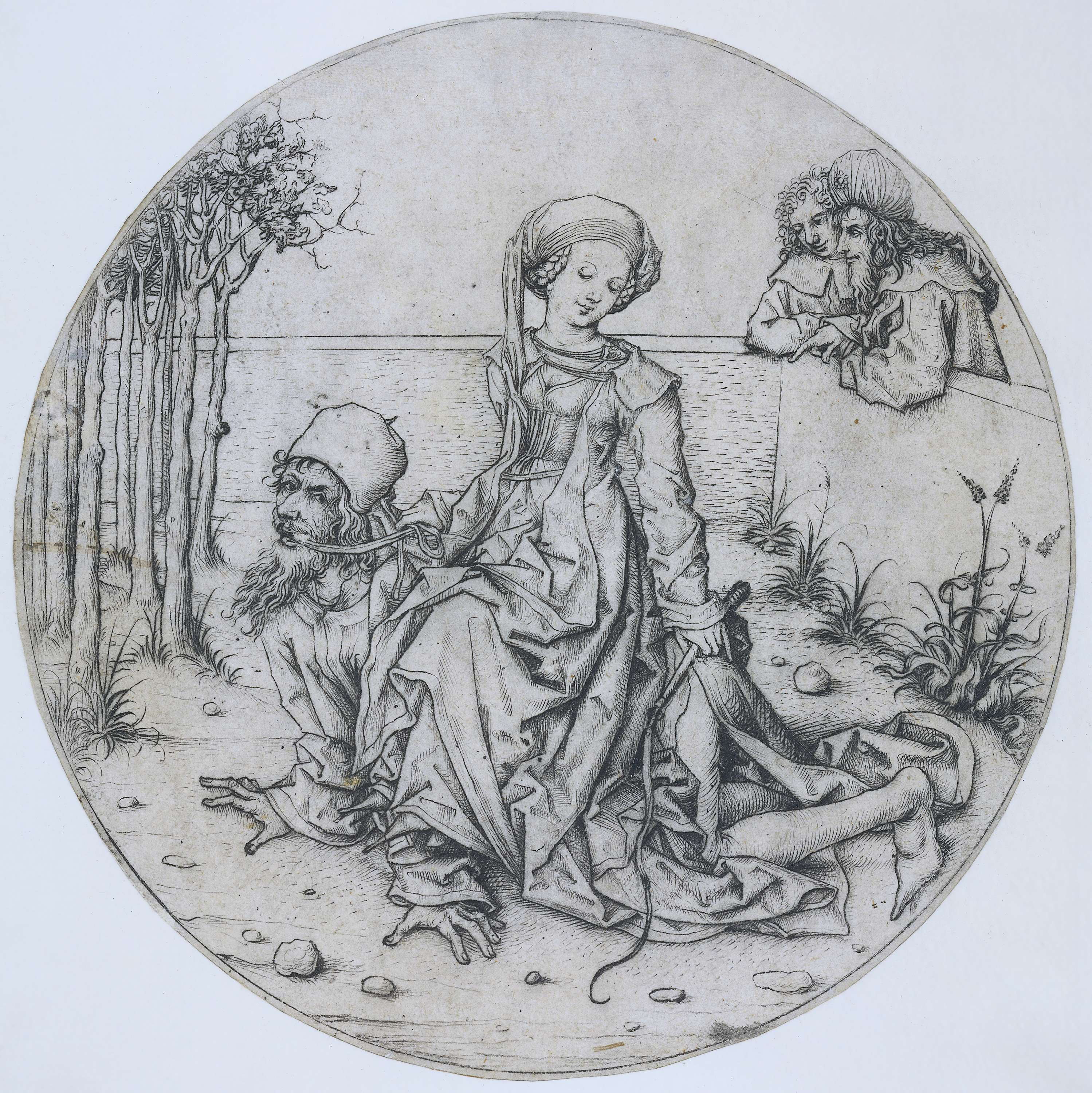
Master of the Housebook, Aristóteles y Filis, grabado del siglo XV.
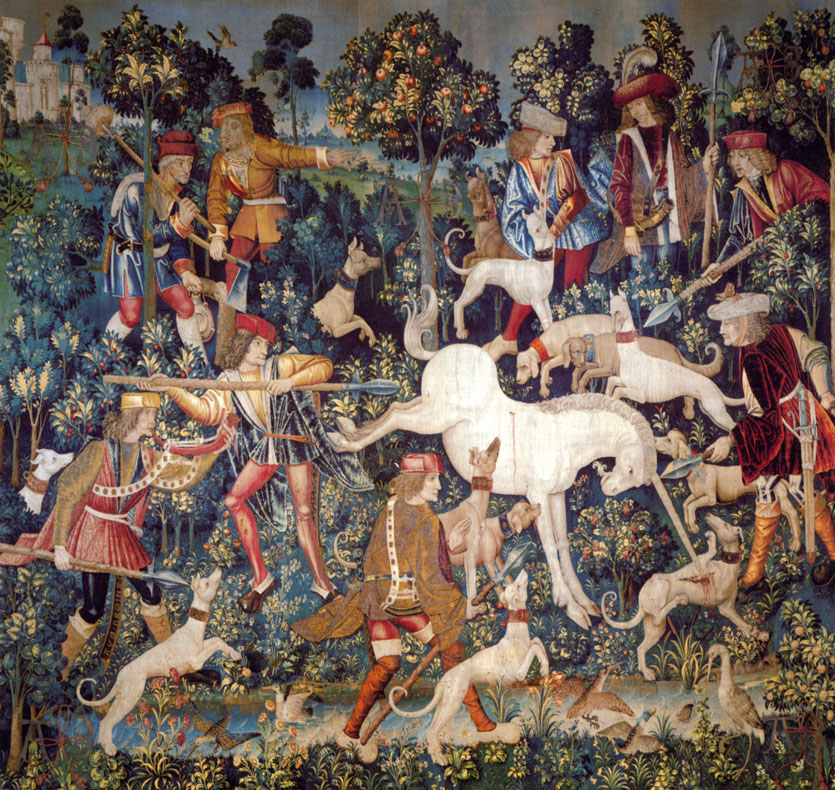
Uno de los tapices de la serie La caza del unicornio, 1495–1505, ¿Flandes?.

## Base de datos de marfiles góticos

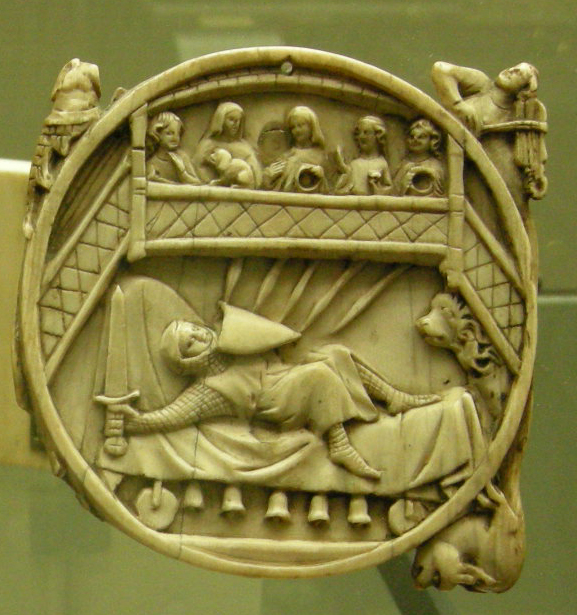
Otro Gawain en la cama peligrosa en la tapa de una caja para espejo del.

El Instituto Courtauld mantiene una base de datos de más de 5000 marfiles góticos. La base de datos cataloga los cofres compuestos sobrevivientes y los fragmentos conocidos de la siguiente manera:
- Instituto de Bellas Artes Barber, Inv. 39.26
- Museo Británico, 1856,0623.166 (Dalton 368)
- Castillo de Boulogne-sur-Mer, Nº inv. 408 (fragmento)
- Museo de Arte de Cleveland, 1978.39a, 1978.39b, 1978.39c (tres fragmentos)
- Museo de Cluny, Cl. 23840
- Tesoro de la Catedral de Cracovia, S/n
- Instituto de Artes de Detroit, 1997.6 (fragmento)
- Museo del Hermitage, Inv. F 2912
- Museo del Louvre, MRR77
- Museo Metropolitano de Arte, 17.190.173; 1988.16, 2003.131.2 (panel posterior del cofre desmantelado mencionado a continuación)
- Victoria and Albert Museum (un ejemplo),[18][19] 146-1866, 264-1867 (sin escenas de romances)
- Walker Art Gallery, M 8052 (fragmento)
- Museo de Arte Walters, 71.264
- Winnipeg Art Gallery,[20] G-73-60 (el cofre de Gort, descubierto en una tienda de chatarra de Brighton (Reino Unido) en 1945).

Además hay fragmentos de un cofre desmantelado, conocido por un grabado del siglo XVIII, cuya ubicación se desconoce, salvo el panel posterior que se encuentra en el Museo Metropolitano de Arte (2003.131.2):
- Ubicación desconocida, S/n